# Parrocchie dell'arcidiocesi di Reggio Calabria-Bova
Le parrocchie dell'arcidiocesi di Reggio Calabria-Bova sono 120. Il loro territorio è compreso interamente nella Provincia di Reggio Calabria e corrisponde alla totalità del territorio che amministrativamente è compreso nel Circondario di Reggio Calabria. Il territorio è inoltre suddiviso in 11 zone pastorali. I seguenti dati sono aggiornati al 5 gennaio 2013:

## Parrocchie di Reggio Calabria
| Parrocchia                                            | Zona Pastorale         | Frazione/Quartiere         | Popolazione | Immagine |
| ----------------------------------------------------- | ---------------------- | -------------------------- | ----------- | -------- |
| Basilica Cattedrale Maria Santissima Assunta in Cielo | Reggio Calabria centro | Centro storico             | 1000        |          |
| Maria Santissima Assunta                              | Valanidi               | Armo                       | 1076        |          |
| Maria Santissima del Carmelo                          | Reggio Calabria nord   | Archi                      | 3000        |          |
| Sant'Anna                                             | Valanidi               | Trunca                     | 675         |          |
| Sant'Antonio Abate                                    | Sant'Agata             | Terreti                    | 1230        |          |
| Sant'Aurelio Vescovo e Martire                        | Gallico-Catona         | Arghillà                   | 1500        |          |
| Sant'Antonio da Padova                                | Reggio Calabria centro | Centro storico             | 4500        |          |
| San Biagio Martire                                    | Gallico-Catona         | Gallico                    | 2800        |          |
| San Bruno                                             | Reggio Calabria nord   | San Brunello               | 2886        |          |
| Santa Caterina Vergine e Martire                      | Reggio Calabria nord   | Santa Caterina             | 6500        |          |
| San Cristoforo                                        | Sant'Agata             | centro                     | 1000        |          |
| Santa Croce                                           | Valanidi               | Santa Venere               | 2111        |          |
| San Demetrio                                          | Sant'Agata             | Mosorrofa                  | 2400        |          |
| San Dionigi Vescovo e Martire                         | Gallico-Catona         | Catona                     | 6000        |          |
| San Domenico                                          | Reggio Calabria centro | Centro storico             | 4500        |          |
| Sant'Elia Profeta                                     | Reggio Calabria centro | Condera                    | 2000        |          |
| San Francesco d'Assisi                                | Reggio Calabria sud    | Sbarre centrali            | 5100        |          |
| San Giorgio al Corso                                  | Reggio Calabria centro | Centro storico             | 1000        |          |
| San Giorgio Martire                                   | Reggio Calabria sud    | San Giorgio                | 6100        |          |
| San Giovanni Battista                                 | Reggio Calabria nord   | Archi                      | 2615        |          |
| San Giovanni Battista                                 | Pellaro                | Pellaro                    | 3650        |          |
| San Giovanni Bosco                                    | Valanidi               | Ravagnese                  | 3534        |          |
| San Giuseppe e Santissimo Salvatore                   | Sant'Agata             | Cataforio                  | 1223        |          |
| San Giuseppe                                          | Gallico-Catona         | Villa San Giuseppe         | 930         |          |
| San Gregorio Taumaturgo                               | Pellaro                | San Gregorio               | 1400        |          |
| San Luca Evangelista                                  | Reggio Calabria sud    | Sbarre                     | 7000        |          |
| Santa Lucia Vergine e Martire                         | Reggio Calabria nord   | Centro storico             | 3700        |          |
| Santa Maria del Bosco                                 | Gallico-Catona         | Podàrgoni                  | 80          |          |
| Santa Maria del Buon Consiglio                        | Gallico-Catona         | Catona                     | 1503        |          |
| Santa Maria del Buon Consiglio                        | Valanidi               | Ravagnese                  | 6000        |          |
| Santa Maria del Divino Soccorso                       | Reggio Calabria sud    | Sbarre                     | 6024        |          |
| Santa Maria del Lume                                  | Pellaro                | Pellaro                    | 5200        |          |
| Santa Maria del Popolo                                | Sant'Agata             | Arasì                      | 350         |          |
| Santa Maria della Candelora                           | Reggio Calabria centro | Centro storico             | 2620        |          |
| Santa Maria della Cattolica dei Greci                 | Reggio Calabria centro | Centro storico             | 1500        |          |
| Santa Maria della Misericordia                        | Gallico-Catona         | Salice Calabro             | 830         |          |
| Santa Maria della Neve                                | Gallico-Catona         | San Giovanni di Sambatello | 660         |          |
| Santa Maria dell'Arco                                 | Valanidi               | Croce Valanidi             | 1700        |          |
| Santa Maria delle Grazie                              | Gallico-Catona         | Sambatello                 | 1540        |          |
| Santa Maria di Itria                                  | Reggio Calabria sud    | Sbarre                     | 5600        |          |
| Santa Maria di Loreto                                 | Sant'Agata             | Ortì                       | 698         |          |
| Santa Maria di Loreto                                 | Reggio Calabria sud    | Sbarre centrali            | 8130        |          |
| Santa Maria di Porto Salvo                            | Gallico-Catona         | Gallico Marina             | 3300        |          |
| Santa Maria d'Itria                                   | Gallico-Catona         | Rosalì                     | 1530        |          |
| Santa Maria Madre della Consolazione                  | Valanidi               | Oliveto                    | 1000        |          |
| Santa Maria Madre della Consolazione                  | Reggio Calabria nord   | Eremo                      | 5800        |          |
| Santa Maria Regina della Pace                         | Pellaro                | San Leo                    | 1700        |          |
| San Nicola di Bari                                    | Sant'Agata             | Cannavò                    | 2600        |          |
| San Nicola di Bari                                    | Gallico-Catona         | Gallico                    | 600         |          |
| San Nicola di Bari                                    | Valanidi               | Gallina                    | 2000        |          |
| San Nicola di Bari                                    | Valanidi               | Rosario Valanidi           | 1000        |          |
| San Nicola di Bari                                    | Reggio Calabria nord   | Vito                       | 1200        |          |
| San Paolo Apostolo                                    | Reggio Calabria centro | Centro storico             | 3018        |          |
| San Pio X                                             | Reggio Calabria sud    | Modena                     | 7500        |          |
| San Sebastiano Martire al Crocifisso                  | Reggio Calabria centro | Centro storico             | 4000        |          |
| San Sperato                                           | Sant'Agata             | San Sperato                | 1400        |          |
| Santo Stefano di Nicea                                | Reggio Calabria nord   | Archi                      | 3613        |          |
| Santo Stefano Protomartire                            | Reggio Calabria centro | Centro storico             | 1000        |          |
| Santa Veneranda                                       | Sant'Agata             | Pavigliana                 | 1500        |          |
| Sacro Cuore di Gesù                                   | Reggio Calabria sud    | Sbarre                     | 6165        |          |
| Santi Cosma e Damiano                                 | Pellaro                | Bocale                     | 1950        |          |
| Santi Filippo e Giacomo in Sant'Agostino              | Reggio Calabria centro | Centro storico             | 1300        |          |
| Santi Giovanni Nepomuceno e Filippo Neri              | Valanidi               | Arangea                    | 3700        |          |
| Santi Girolamo Emiliani ed Anna                       | Reggio Calabria centro | Centro storico             | 2800        |          |
| Spirito Santo                                         | Reggio Calabria centro | Centro storico             | 2800        |          |
| Santissimo Salvatore                                  | Reggio Calabria nord   | Tremulini                  | 4500        |          |
| Santissimo Salvatore                                  | Gallico-Catona         | Schindilifà                | 80          |          |

## Parrocchie di Bagaladi
| Parrocchia          | Zona Pastorale        | Frazione/Quartiere | Popolazione | Immagine |
| ------------------- | --------------------- | ------------------ | ----------- | -------- |
| San Teodoro Martire | Melito di Porto Salvo | Bagaladi           |             |          |

## Parrocchie di Bagnara Calabra
| Parrocchia                   | Zona Pastorale         | Frazione/Quartiere | Popolazione | Immagine |
| ---------------------------- | ---------------------- | ------------------ | ----------- | -------- |
| Maria Santissima Annunziata  | Bagnara Calabra-Scilla | Pellegrina         |             |          |
| Maria Santissima del Carmelo | Bagnara Calabra-Scilla | Ceramida           |             |          |
| Santa Maria e XII Apostoli   | Bagnara Calabra-Scilla | Centro             |             |          |
| Santa Maria degli Angeli     | Bagnara Calabra-Scilla | Porelli            |             |          |
| Santa Maria di Porto Salvo   | Bagnara Calabra-Scilla | Marinella          |             |          |

## Parrocchie di Bova
| Parrocchia                           | Zona Pastorale | Frazione/Quartiere | Popolazione | Immagine |
| ------------------------------------ | -------------- | ------------------ | ----------- | -------- |
| San Teodoro Martire e Santa Caterina | Bova           | Bova               |             |          |

## Parrocchie di Bova Marina
| Parrocchia                  | Zona Pastorale | Frazione/Quartiere | Popolazione | Immagine |
| --------------------------- | -------------- | ------------------ | ----------- | -------- |
| Maria Santissima Immacolata | Bova           | Bova Marina        |             |          |

## Parrocchie di Brancaleone
| Parrocchia                  | Zona Pastorale | Frazione/Quartiere | Popolazione | Immagine |
| --------------------------- | -------------- | ------------------ | ----------- | -------- |
| Maria Santissima Addolorata | Bova           | Capo Spartivento   |             |          |
| Maria Santissima Annunziata | Bova           | Brancaleone Marina |             |          |
| San Pietro Apostolo         | Bova           | Brancaleone        |             |          |

## Parrocchie di Calanna
| Parrocchia           | Zona Pastorale | Frazione/Quartiere | Popolazione | Immagine |
| -------------------- | -------------- | ------------------ | ----------- | -------- |
| Santissimo Salvatore | Gallico-Catona | Calanna            |             |          |

## Parrocchie di Campo Calabro
| Parrocchia            | Zona Pastorale     | Frazione/Quartiere | Popolazione | Immagine |
| --------------------- | ------------------ | ------------------ | ----------- | -------- |
| Santa Maria Maddalena | Villa San Giovanni | Campo Calabro      |             |          |

## Parrocchie di Cardeto
| Parrocchia         | Zona Pastorale | Frazione/Quartiere | Popolazione | Immagine |
| ------------------ | -------------- | ------------------ | ----------- | -------- |
| S.S Pietro e Paolo | Sant'Agata     | Cardeto            |             |          |

## Parrocchie di Condofuri
| Parrocchia                    | Zona Pastorale | Frazione/Quartiere | Popolazione | Immagine |
| ----------------------------- | -------------- | ------------------ | ----------- | -------- |
| San Domenico                  | Bova           | Condofuri          |             |          |
| San Giovanni Battista         | Bova           | Gallicianò         |             |          |
| Santa Maria Regina della Pace | Bova           | Condofuri Marina   |             |          |
| Maria Santissima Annunziata   | Bova           | Condofuri Marina   |             |          |

## Parrocchie di Fiumara
| Parrocchia                  | Zona Pastorale     | Frazione/Quartiere | Popolazione | Immagine |
| --------------------------- | ------------------ | ------------------ | ----------- | -------- |
| Maria Santissima Immacolata | Villa San Giovanni | Fiumara            |             |          |

## Parrocchie di Laganadi
| Parrocchia               | Zona Pastorale | Frazione/Quartiere | Popolazione | Immagine |
| ------------------------ | -------------- | ------------------ | ----------- | -------- |
| Santa Maria delle Grazie | Gallico-Catona | Laganadi           |             |          |

## Parrocchie di Melito di Porto Salvo
| Parrocchia                    | Zona Pastorale        | Frazione/Quartiere    | Popolazione | Immagine |
| ----------------------------- | --------------------- | --------------------- | ----------- | -------- |
| Maria Santissima Immacolata   | Melito di Porto Salvo | Melito di Porto Salvo |             |          |
| San Giuseppe                  | Melito di Porto Salvo | Annà                  |             |          |
| San Giuseppe                  | Melito di Porto Salvo | Melito di Porto Salvo |             |          |
| Santi Apostoli Pietro e Paolo | Melito di Porto Salvo | Pentedattilo          |             |          |
| San Giovanni Battista         | Melito di Porto Salvo | Prunella              |             |          |

## Parrocchie di Montebello Jonico
| Parrocchia                      | Zona Pastorale        | Frazione/Quartiere | Popolazione | Immagine |
| ------------------------------- | --------------------- | ------------------ | ----------- | -------- |
| Santa Maria del Buon Consiglio  | Melito di Porto Salvo | Fossato Jonico     |             |          |
| Santa Maria della Presentazione | Melito di Porto Salvo | Montebello Jonico  |             |          |
| Santi Cosma e Damiano           | Melito di Porto Salvo | Masella            |             |          |
| Santissimo Salvatore            | Melito di Porto Salvo | Saline Joniche     |             |          |

## Parrocchie di Motta San Giovanni
| Parrocchia                                               | Zona Pastorale | Frazione/Quartiere | Popolazione | Immagine |
| -------------------------------------------------------- | -------------- | ------------------ | ----------- | -------- |
| Santa Caterina Vergine e Martire e San Michele Arcangelo | Pellaro        | Motta San Giovanni |             |          |
| Santa Maria delle Grazie                                 | Pellaro        | Lazzaro            |             |          |

## Parrocchie di Palizzi
| Parrocchia                 | Zona Pastorale | Frazione/Quartiere | Popolazione | Immagine |
| -------------------------- | -------------- | ------------------ | ----------- | -------- |
| Sant'Anna                  | Bova           | Palizzi            |             |          |
| Santissimo Redentore       | Bova           | Marina di Palizzi  |             |          |
| Spirito Santo              | Bova           | Pietrapennata      |             |          |
| Santa Maria della Vittoria | Bova           | Centro             |             |          |

## Parrocchie di Roccaforte del Greco
| Parrocchia         | Zona Pastorale        | Frazione/Quartiere   | Popolazione | Immagine |
| ------------------ | --------------------- | -------------------- | ----------- | -------- |
| Santissima Trinità | Melito di Porto Salvo | Roccaforte del Greco |             |          |

## Parrocchie di Roghudi
| Parrocchia                                       | Zona Pastorale        | Frazione/Quartiere | Popolazione | Immagine |
| ------------------------------------------------ | --------------------- | ------------------ | ----------- | -------- |
| Maria Santissima Annunziata e San Nicola di Bari | Melito di Porto Salvo | Roghudi            |             |          |

## Parrocchie di San Lorenzo
| Parrocchia             | Zona Pastorale        | Frazione/Quartiere    | Popolazione | Immagine |
| ---------------------- | --------------------- | --------------------- | ----------- | -------- |
| Santa Maria della Neve | Melito di Porto Salvo | San Lorenzo           |             |          |
| San Pantaleone         | Melito di Porto Salvo | San Panteleone        |             |          |
| San Pasquale Baylon    | Melito di Porto Salvo | Chorio                |             |          |
| Santissima Trinità     | Melito di Porto Salvo | Marina di San Lorenzo |             |          |

## Parrocchie di Sant'Alessio in Aspromonte
| Parrocchia                  | Zona Pastorale | Frazione/Quartiere         | Popolazione | Immagine |
| --------------------------- | -------------- | -------------------------- | ----------- | -------- |
| Maria Santissima Annunziata | Gallico-Catona | Sant'Alessio in Aspromonte |             |          |

## Parrocchie di San Roberto
| Parrocchia          | Zona Pastorale     | Frazione/Quartiere | Popolazione | Immagine |
| ------------------- | ------------------ | ------------------ | ----------- | -------- |
| San Giorgio Martire | Villa San Giovanni | San Roberto        |             |          |

## Parrocchie di Santo Stefano in Aspromonte
| Parrocchia                 | Zona Pastorale | Frazione/Quartiere          | Popolazione | Immagine |
| -------------------------- | -------------- | --------------------------- | ----------- | -------- |
| Santo Stefano Protomartire | Gallico-Catona | Santo Stefano in Aspromonte |             |          |

## Parrocchie di Scilla
| Parrocchia                                              | Zona Pastorale         | Frazione/Quartiere | Popolazione | Immagine |
| ------------------------------------------------------- | ---------------------- | ------------------ | ----------- | -------- |
| Maria Santissima Immacolata                             | Bagnara Calabra-Scilla | Scilla             |             |          |
| Maria Santissima del Carmelo e Santa Maria delle Grazie | Bagnara Calabra-Scilla | Solano Superiore   |             |          |
| San Gaetano                                             | Bagnara Calabra-Scilla | Melia              |             |          |

## Parrocchie di Villa San Giovanni
| Parrocchia                   | Zona PAstorale     | Frazione/Quartiere | Popolazione | Immagine |
| ---------------------------- | ------------------ | ------------------ | ----------- | -------- |
| Maria Santissima Immacolata  | Villa San Giovanni | Villa San Giovanni |             |          |
| Maria Santissima del Rosario | Villa San Giovanni | Villa San Giovanni |             |          |
| Maria Santissima del Rosario | Villa San Giovanni | Cannitello         |             |          |
| Santa Croce                  | Villa San Giovanni | Pezzo              |             |          |
| Santa Maria della Grazie     | Villa San Giovanni | Pezzo              |             |          |
| Santa Maria di Porto Salvo   | Villa San Giovanni | Cannitello         |             |          |
| Santi Cosma e Damiano        | Villa San Giovanni | Acciarello         |             |          |